# Herstedvester (parochie)
Herstedvester is een parochie van de Deense Volkskerk in de Deense gemeente Albertslund. De parochie maakt deel uit van het bisdom Helsingør en telt 5278 kerkleden op een bevolking van 8610 (2004). 
De parochie was tot 1970 deel van Smørum Herred. In dat jaar werd de parochie opgenomen in de nieuwe gemeente Albertslund.